# 胥河
胥河，古称胥溪、胥溪河，又称芜申运河、淳溧运河、伍堰河，源出中國江蘇南京高淳固城湖，上游连接长江在安徽芜湖的支流水阳江，下游连接太湖水系荆溪。胥河开凿于春秋时期，是世界上最古老的人工运河。全长296公里，航道等级III级，全年可通行500-1000吨级船舶。

## 历史
春秋时期，吴王阖闾为运输伐楚所用粮食，命伍子胥开挖运河，东通太湖，西入长江，胥河由此开凿。运河开通，便利航运的同时，也为下游地区带来水患。892年，孙儒围宣州，杨行密部将台濛于胥溪作魯陽五堰，以补军需，遂破孙儒。明初，建石闸启闭，胥河流通固城、石臼二湖泊，连通秦淮河沟通太湖、南京之间的水道运输。永乐初年废掉运道，再筑东坝。嘉靖三十五年筑下坝，从此高淳境内诸湖水不复东行。1958年，拆除东坝引水东下，疏浚胥河，建封口坝和茅东闸，古老的运河重新恢复生机。
今天的胥河，经高淳东坝、下坝、定埠，至溧阳朱家桥桠溪河口东接荆溪南河段，连通在宜兴流入太湖的荆溪，是高淳、溧阳间引水灌溉和通航河道，故又称淳溧运河。目前连接芜湖长江水运和上海黄浦江水运的芜申运河也在修建之中，可通行1000吨位的船只，预计2010年建成。